# Franziska Boas
Marie Franziska Boas (* 8. Januar 1902 in New York; † 22. Dezember 1988 in Sandisfield, Massachusetts) war eine US-amerikanische Tanzlehrerin,  Choreographin und Tanztherapeutin.

## Leben
Franziska Boas – jüngstes Kind von sechs Kindern des deutschstämmigen Anthropologen Franz Boas (1858–1942) und seiner Frau Marie Krackowizer (1861–1929) – ging in Englewood, New Jersey, zur Schule und erwarb 1923 einen Bachelor-Grad in Zoologie und Chemie am Barnard College der Columbia-Universität in New York, wo ihr Vater von 1899 bis 1936 Hochschullehrer für Anthropologie war. Ihr ältester Bruder Ernst Philip Boas (1891–1955) war Kardiologe. Während ihres Studiums belegte Franziska Boas Tanzkurse bei Bird Larson. Nach dem Bachelor-Abschluss studierte sie Zeichnen und Bildhauerei bei Robert Laurent und Boardman Robinson in New York. 1927 nahm Franziska Boas Tanzunterricht bei Mary Wigman in Dresden.
Nach ihrer Rückkehr aus Deutschland heirateten 1928 Franziska Boas und der Arzt Nicholas Michelson, mit dem sie eine Tochter hatte. 1942 ließ sich das Paar scheiden.
1933 gründete sie die Boas School of Dance in New York, deren Direktorin sie bis 1949 war. Sie legte großen Wert auf die Gleichberechtigung der Rassen. Studenten waren u. a.:
- Ed Bates
- Valerie Bettis
- John Cage und
- Merce Cunningham.

1944 gründete Franziska Boas die Boas Summer School of Dance am Lake George in Bolton Landing, New York. In den 1940ern arbeitete Franziska Boas regelmäßig am Bellevue Hospital in New York und erprobte mit Laretta Bender die Anwendung der Tanztherapie in der Behandlung schizophrener Kinder. Von 1947 bis 1949 reiste sie mit Tanz- und Perccussion-Performances durch die USA und hielt Vorlesungen über Tanz. Franziska Boas untersuchte Tanztherapie in Zusammenarbeit mit verschiedenen Universitäten und Instituten.
Von 1950 bis 1965 war Franziska Boas Leiterin des Dance and Physical Education Department am Shorter College in Rome, Georgia. 1955 organisierte sie die Georgia Dance Association.

## Veröffentlichungen
- Creative Dance as Therapy. In: American Journal fo Orthopsychiatry, 1941.
- Psychological Aspects in the Practice and Teaching of Dancing. In: Journal of Aesthetics and Art Criticism, 1941.
- The Function of Dance in Human Society. A Seminar. 1944 u. Brooklyn Dance Horizons 1972, ISBN 0-87127-032-3

## Quelle
- e-Museum der Minnesota State University (englisch). Archiviert vom Original am 31. Mai 2010; abgerufen am 23. Januar 2014.

| Personendaten    | Personendaten                                                    |
| ---------------- | ---------------------------------------------------------------- |
| NAME             | Boas, Franziska                                                  |
| ALTERNATIVNAMEN  | Boas, Marie Franziska (vollständiger Name)                       |
| KURZBESCHREIBUNG | US-amerikanische Tanzlehrerin, Choreographin und Tanztherapeutin |
| GEBURTSDATUM     | 8. Januar 1902                                                   |
| GEBURTSORT       | New York                                                         |
| STERBEDATUM      | 22. Dezember 1988                                                |
| STERBEORT        | Sandisfield, Massachusetts                                       |